# USS Bairoko (CVE-115)
Le USS Bairoko (CVE-115) (ex-Portage Bay) est un porte-avions d'escorte de classe Commencement Bay de la marine américaine par le chantier naval Todd-Pacific à Tacoma dans l'État de Washington. Entré en service actif le 16 juillet 1945 il est désarmé en 1955.

## Historique
l' USS Bairoko a été nommé d'après la Battle of Bairoko (en), une bataille sur le port de Bairoko (une petite crique sur la côte nord de la Nouvelle-Géorgie, Îles Salomon) qui a eu lieu le 20 juillet 1943 entre les forces américaines et japonaises. Bairoko a finalement été occupé par les forces américaines le 26 août 1943.
Initialement nommé Portage Bay, le CVE-115 a été renommé Bairoko le 6 juin 1944 . Il a été lancé le 25 janvier 1945 et parrainé par Mme J. J. Ballentine, épouse du contre-amiral John J. Ballentine (en).
Il est entré en service le 16 juillet 1945 mais il n'a participé qu'à des manœuvres jusqu'en décembre 1949, dont l'essai de la bombe atomique dans l'atoll Eniwetok. En réserve du 14 avril au 12 septembre 1950, il a été réactivé pour participer aux combats de la guerre de Corée.
Après la guerre, il a participé au test Castle Bravo le 1er mars 1954, une bombe H dont seize membres d'équipage ont subi des lésions cutanées. Le navire a été désarmé le 18 février 1955 et vendu en 1960 à Hong-Kong pour une mise à la ferraille en 1961.